# Durchschnittssteuersatz (Steuerstatistik)
Der Durchschnittssteuersatz oder durchschnittliche Steuersatz in der Steuerstatistik beschreibt einen mittleren Steuersatz, der dem Anteil der Summe der Steuerbeträge an der Summe der Einkommen entspricht. Dabei können alle oder eine Gruppe von Steuerpflichtigen betrachtet werden.

## Deutschland
Beispiel
Die deutsche Einkommensteuerstatistik für das Jahr 2004 weist das zu versteuernde Einkommen und die festgesetzte Einkommensteuer aller Steuerpflichtigen als Durchschnitt (arithmetisches Mittel) und als Median aus.
|                              | Gesamtbetrag in 1.000 € | Durchschnitt in € | Median in € |
| ---------------------------- | ----------------------- | ----------------- | ----------- |
| Zu versteuerndes Einkommen   | 801.663.676             | 30.170            | 23.051      |
| Festgesetzte Einkommensteuer | 167.230.234             | 6.294             | 2.812       |
| Mittlerer Steuersatz         | 20,9 %                  | 20,9 %            | 12,2 %      |

bezogen auf alle 26.571.491 Steuerpflichtigen.